# Napranum
Napranum är en region i Australien. Den ligger i delstaten Queensland, omkring 2 000 kilometer nordväst om delstatshuvudstaden Brisbane. Antalet invånare är 926. Arean är 1 995 kvadratkilometer.
I omgivningarna runt Napranum växer huvudsakligen savannskog. Trakten runt Napranum är nära nog obefolkad, med mindre än två invånare per kvadratkilometer. Genomsnittlig årsnederbörd är 1 960 millimeter. Den regnigaste månaden är januari, med i genomsnitt 615 mm nederbörd, och den torraste är september, med 1 mm nederbörd.